# Jacquelyn Frank
Œuvres principales
- Série Le Clan des Nocturnes
- Série Créatures des ténèbres

Jacquelyn Frank, née le 22 février 1968 à Long Island dans l'État de New York, est une auteure américaine de romance paranormale et de romance érotique.

## Biographie
Jacquelyn Frank vit actuellement à Saugerties dans l’état de New York. Elle écrit de la littérature sentimentale depuis l’âge de treize ans. Elle habite avec ses trois « enfants », un trio de chats dont le caractère a souvent inspiré certains aspects de ses personnages. Ancienne interprète en langue des signes et enseignante, elle milite pour la maîtrise de la lecture et de l’écriture. Elle est réputée pour offrir des livres à ses neveux et nièces ainsi qu’aux autres enfants présents dans sa vie afin de leur communiquer sa passion pour ces deux disciplines. Selon elle, rien n’est plus valorisant que l’imagination, et rien n’est plus tragique que l’illettrisme.

## Œuvres

### UniversLe Clan des Nocturnes

#### SérieLe Clan des Nocturnes
1. Jacob, Milady, 2012 ((en) Jacob, 2006)  (ISBN 978-2811208356)
2. Gideon, Milady, 2012 ((en) Gideon, 2007)  (ISBN 978-2811208363)
3. Elijah, Milady, 2013 ((en) Elijah, 2007)  (ISBN 978-2811208875)
4. Damian, Milady, 2013 ((en) Damian, 2008)  (ISBN 978-2811209353)
5. Noah, Milady, 2013 ((en) Noah, 2008)  (ISBN 978-2811209582)
6. Adam, Milady, 2014 ((en) Adam, 2011)  (ISBN 978-2811211356)

#### SérieCréatures des ténèbres
1. Fruit défendu, Milady, 2014 ((en) Forbidden, 2012)  (ISBN 978-2811211707)
2. Amour éternel, Milady, 2014 ((en) Forever, 2013)  (ISBN 978-2811211714)
3. Au-delà de l'oubli, Milady, 2014 ((en) Forsaken, 2014)  (ISBN 978-2811212339)
4. Forgé dans les flammes, Milady, 2014 ((en) Forged, 2014)  (ISBN 978-2811213664)
5. (en) Nightwalker, 2015

### SérieShadowDwellers
1. (en) Ecstacy, 2009
2. (en) Rapture, 2009
3. (en) Pleasure, 2009

### SérieThe Gatherers
1. (en) Hunting Julian, 2010
2. (en) Stealing Kathryn, 2010

### SérieThe Three Worlds
1. (en) Seduce me in Dreams, 2011
2. (en) Seduce me in Flames, 2011

### SérieImmortal Brothers
1. (en) Cursed by Fire, 2015
2. (en) Cursed by Ice, 2015
3. (en) Bound by Sin, 2015
4. (en) Bound in Darkness, 2016